# Toccata, Adagio und Fuge C-Dur BWV 564
Die Toccata C-Dur (heute oft genauer: Toccata, Adagio und Fuge C-Dur, BWV 564) ist eine Orgelkomposition von Johann Sebastian Bach, die er 1708 in Weimar in seiner Zeit als Hoforganist schrieb. Das Werk stellt eine Besonderheit innerhalb von Bachs Œuvre dar, weil Bach zwischen das Präludium (die Toccata) und die Fuge noch einen langsamen Satz einschiebt.

## Aufbau
Sätze:
- Toccata, , C-Dur
- Adagio – Grave, , a-Moll
- Fuga, 6/8, C-Dur

Musik:
Eine improvisationsartige Einleitung aus schnell hingeworfenen virtuosen Manualläufen wird dreimal durch den tiefsten Pedalton gestoppt, ehe das Pedal zu einem eigenen, umfangreichen Solo ansetzt. Der folgende, bei weitem umfangreichste Abschnitt des ersten Satzes ist deutlich vom italienischen Concerto-Stil inspiriert; er basiert auf einigen wenigen Motiven, die kontrapunktisch gegeneinander geführt werden. Ähnlich Tutti- und Solopassagen wechselt Bach zwischen vollgriffigen und eher durchsichtigen Texturen; die einstimmige Virtuosität der Einleitung wird nicht mehr aufgegriffen.
Der langsame Satz besteht aus einer zarten, ariosen Melodie der rechten Hand über einer schlichten akkordischen Begleitung. Der Satz moduliert zunächst zur Dominante, dann zur Subdominante und zurück. Hier führt eine kurze Solokadenz in einen schmerzvoll-emphatischen Abgesang, der durch stark chromatische Fortschreitungen, Vorhalte und Dissonanzen geprägt ist. Die Tempobezeichnung Grave macht die harmonische Intensivierung wie in Zeitlupe sichtbar.
Die abschließende vierstimmige Fuge verwendet ein pausendurchsetztes, deutlich violinistisch geprägtes Thema im tänzerischen Sechsachteltakt. Als Kontrapunkt etabliert Bach ein Sechzehntel-Tonleitermotiv, das die Themenpausen füllt und gleich im ersten Zwischenspiel Assoziationen an den Schlusssatz des dritten Brandenburgischen Konzerts hervorruft. Auch im weiteren Verlauf wird die Nähe zum konzertanten Stil durch Terzenführung des Fugenthemas und ineinander greifende Sechzehntelmotive an den Satzschlüssen stets deutlich. Eine virtuose kadenzartige Passage, die in den lakonisch kurzen Schlussakkord führt, erinnert von Ferne an den Beginn der Toccata und bringt so das Werk überzeugend zu Ende.

## Entstehung
Obwohl das melodische Material unverkennbar von Bach ist, erinnern die Eingangstakte der Toccata in Stil und Struktur an die von Präludium, Fuge und Chaconne in C-Dur von Dietrich Buxtehude (BuxWV 137), den Bach wenige Jahre zuvor besucht hatte und dessen Musik seinen Stil deutlich beeinflusste. Andererseits zeigen viele Details des Werks bereits deutlich den Einfluss des konzertanten italienischen Stils, bevor Bach um 1713/14 den neueren Stil Antonio Vivaldis kennenlernte.
Die Idee eines zwischen Präludium und Fuge eingeschobenen langsamen Satzes muss Bach jahrelang gefesselt haben. So existiert von Präludium und Fuge C-Dur (BWV 545) anscheinend eine Frühfassung in B-Dur mit dem Mittelsatz, der später in der C-Dur-Orgelsonate erscheinen sollte.

## Wirkung
Ferruccio Busoni bearbeitete das Werk für Klavier. Dennoch steht die Toccata C-Dur in der öffentlichen Wahrnehmung deutlich im Schatten der bekannteren Toccata d-Moll. Das Adagio wurde von Pau Casals als Einzelsatz für Violoncello mit Klavierbegleitung veröffentlicht. In dieser Version ist der Satz bekannt geworden.